# Tiaramedon spinosum
Il granchio crinoideo del Mar Rosso (Tiaramedon spinosum (Miers, 1879)) è un crostaceo decapode della famiglia Pilumnidae. È l'unica specie nota del genere Tiaramedon D.G.B. Chia & Ng, 1998.